# Цзиньчжун
Цзиньчжу́н (кит. упр. 晋中, пиньинь Jìnzhōng) — городской округ в провинции Шаньси КНР.

## История
В 1949 году были образованы Специальный район Юйцы (榆次专区), состоявший из 13 уездов и Индустриально-горнодобывающего района Янцюань (阳泉工矿区), и Специальный район Фэньян (汾阳专区), состоявший из 9 уездов. В 1951 году Специальный район Фэньян был расформирован, и 6 из его уездов были переданы в состав Специального района Юйцы; Индустриально-горнодобывающий район Янцюань был при этом преобразован в город Янцюань провинциального подчинения. В 1952 году Цинъюань и Сюйгоу были объединены в уезд Цинсюй; в том же году был расформирован Специальный район Синсянь (兴县专区), и 4 из числа входивших в его состав уездов также были переданы в состав Специального района Юйцы. В 1954 году Городской район уезда Юйцы был выделен в город Юйцы провинциального подчинения; уезды Лиши и Фаншань были объединены в уезд Лишань.
В 1958 году Специальный район Юйцы был переименован в Специальный район Цзиньчжун (晋中专区); при этом под его юрисдикцию перешли города Юйцы и Янцюань, а ряд уездов были объединены между собой либо присоединены к этим городам, в результате чего в составе Специального района Цзиньчжун стало 2 города и 7 уездов. В 1960 году часть уездов была восстановлена, и в составе Специального района Цзиньчжун стало 2 города и 15 уездов. В 1961 году Янцюань вновь стал городом провинциального подчинения, но было восстановлено ещё несколько уездов, в результате чего в составе Специального района Цзиньчжун стало 1 город и 19 уездов. В 1963 году город Юйцы был преобразован в уезд, в результате чего Специальный район Юйцы стал состоять из 20 уездов.
В 1970 году Специальный район Цзиньчжун был переименован в Округ Цзиньчжун (晋中地区), а Янцюань был понижен в статусе до города окружного подчинения. В 1971 году был вновь образован город Юйцы, а 7 уездов было передано в состав Округа Люйлян (吕梁地区), в результате чего в составе округа стало 2 города и 13 уездов. В 1972 году Янцюань вновь стал городом провинциального подчинения.
В 1983 году был образован городской округ Янцюань, в состав которого вошли бывший город Янцюань (разделённый на три района) и два уезда из состава округа Цзиньчжун.
В 1999 году постановлением Госсовета КНР были расформированы округ Цзиньчжун и город Юйцы, и образован городской округ Цзиньчжун; бывший город Юйцы стал районом городского подчинения в его составе.
Постановлением Госсовета КНР от 6 ноября 2019 года уезд Тайгу был преобразован в городской уезд.

## Административно-территориальное деление
Городской округ Цзиньчжун делится на 1 район, 2 городских уезда, 8 уездов:
| Карта | Карта          | Карта    | Карта     | Карта         | Карта                  | Карта         | Карта                      |
| ----- | -------------- | -------- | --------- | ------------- | ---------------------- | ------------- | -------------------------- |
|       |                |          |           |               |                        |               |                            |
| #     | Статус         | Название | Иероглифы | Пиньинь       | Население (2003 прим.) | Площадь (км²) | Плотность населения (/км²) |
| 1     | Район          | Юйцы     | 榆次区    | Yúcì qū       | 530 000                | 1327          | 399                        |
| 2     | Городской уезд | Цзесю    | 介休市    | Jièxiū shì    | 380 000                | 743           | 511                        |
| 3     | Уезд           | Юйшэ     | 榆社县    | Yúshè xiàn    | 140 000                | 1651          | 85                         |
| 4     | Уезд           | Цзоцюань | 左权县    | Zuǒquán xiàn  | 160 000                | 2028          | 79                         |
| 5     | Уезд           | Хэшунь   | 和顺县    | Héshùn xiàn   | 140 000                | 2251          | 62                         |
| 6     | Уезд           | Сиян     | 昔阳县    | Xīyáng xiàn   | 230 000                | 1943          | 118                        |
| 7     | Уезд           | Шоуян    | 寿阳县    | Shòuyáng xiàn | 210 000                | 2111          | 99                         |
| 8     | Городской уезд | Тайгу    | 太谷市    | Tàigǔ shì     | 280 000                | 1034          | 271                        |
| 9     | Уезд           | Цисянь   | 祁县      | Qí xiàn       | 260 000                | 854           | 304                        |
| 10    | Уезд           | Пинъяо   | 平遥县    | Píngyáo xiàn  | 490 000                | 1260          | 389                        |
| 11    | Уезд           | Линши    | 灵石县    | Língshí xiàn  | 240 000                | 1206          | 199                        |

## Транспорт
Важное значение имеют железнодорожные грузоперевозки из Цзиньчжуна в Казахстан и Азербайджан.